# MDR
MDR TV (MDR) este o televiziune regională germană, din landurile Sachsen, Sachsen-Anhalt și Thüringen, distribuită prin cablu și satelit. Aparține de grupul media ce transmite șitirile din Germania Centrală, (ARD) raportat la cota de piață  din Germania în anul 2006 era 9,3 %.